# Groupe de la Défense nationale
Ne doit pas être confondu avec Défense nationale ou Défense nationale (France).
Le groupe de la Défense nationale est un groupe parlementaire à la Chambre des députés de la Troisième République française. Il existe de 1898 à 1902 et rassemble des députés nationalistes et antidreyfusards.
Il est créé et présidé par Georges Berry. Il fait suite au Groupe nationaliste qui officie pendant la VIe législature (1893-1898) et sera suivi du Groupe républicain nationaliste pour la VIIe législature (1902-1906) et la VIIIe législature (1906-1910).

## Membres connus
| Député                            | Département            | VIe législature (groupes informels) | VIe législature (groupes informels)   | VIIe législature           | VIIe législature  | VIIIe législature          | VIIIe législature          | Remarques                           |
| --------------------------------- | ---------------------- | ----------------------------------- | ------------------------------------- | -------------------------- | ----------------- | -------------------------- | -------------------------- | ----------------------------------- |
| Georges Berry                     | Seine                  |                                     | Droite républicaine (rallié)          |                            | Défense nationale |                            | Républicains nationalistes | président du groupe                 |
| Anselme Rubillard                 | Sarthe                 |                                     | Indépendant de gauche                 |                            | Défense nationale |                            |                            |                                     |
| Anselme Rubillard                 | Sarthe                 | Gauche radicale                     | Indépendant de gauche                 |                            |                   |                            |                            |                                     |
| Charles Ginoux-Defermon           | Loire-Inférieure       |                                     |                                       |                            | Défense nationale |                            | Républicains nationalistes | élu en 1901                         |
| Paul-Henri Lanjuinais             | Morbihan               |                                     | Droite monarchiste                    |                            | Défense nationale |                            | Non inscrit (royaliste)    |                                     |
| Léon-Armand de Baudry d'Asson     | Vendée                 |                                     | Droite monarchiste                    |                            | Défense nationale |                            | Non inscrit (royaliste)    |                                     |
| Armand de Mackau                  | Orne                   |                                     | Droite républicaine (rallié)          |                            | Défense nationale |                            | Action libérale            |                                     |
| Armand de Mackau                  | Orne                   | Républicains indépendants           | Droite républicaine (rallié)          |                            |                   |                            | Action libérale            |                                     |
| Ferdinand Bougère                 | Maine-et-Loire         |                                     | Droite républicaine (rallié)          |                            | Défense nationale |                            | Action libérale            |                                     |
| Laurent Bougère                   | Maine-et-Loire         |                                     | Droite monarchiste                    |                            | Défense nationale |                            | Action libérale            |                                     |
| Maurice de Poulpiquet du Halgouët | Ille-et-Vilaine        |                                     | Droite monarchiste                    |                            | Défense nationale |                            | Action libérale            |                                     |
| Paulin-Méry                       | Seine                  |                                     | Groupe nationaliste                   |                            | Défense nationale |                            |                            |                                     |
| Félix de Lévis-Mirepoix           | Orne                   |                                     | Droite républicaine (rallié)          |                            | Défense nationale |                            | Républicains nationalistes |                                     |
| Gaston Galpin                     | Sarthe                 |                                     | Droite républicaine (ex-bonapartiste) |                            | Défense nationale |                            |                            |                                     |
| René Brice                        | Ille-et-Vilaine        |                                     | Républicains progressistes            |                            | Défense nationale |                            | Républicains progressistes |                                     |
| Firmin Faure                      | Départements d'Algérie |                                     |                                       |                            | Défense nationale |                            | Républicains nationalistes | député de la Seine à partir de 1902 |
| Firmin Faure                      | Départements d'Algérie | Groupe antijuif                     |                                       |                            |                   |                            | Républicains nationalistes | député de la Seine à partir de 1902 |
| Jules Jaluzot                     | Nièvre                 |                                     | Républicains progressistes            |                            | Défense nationale |                            | Républicains nationalistes |                                     |
| Jules Jaluzot                     | Nièvre                 |                                     | Républicains progressistes            | Républicains progressistes |                   | Républicains progressistes |                            |                                     |
| Paulin Daudé-Gleize               | Lozère                 |                                     |                                       |                            | Défense nationale |                            | Républicains nationalistes |                                     |
| Paulin Daudé-Gleize               | Lozère                 | Groupe antijuif                     |                                       |                            |                   |                            | Républicains nationalistes |                                     |
| Paulin Daudé-Gleize               | Lozère                 |                                     | Républicains indépendants             |                            | Action libérale   |                            |                            |                                     |
| Gustave Cuneo d'Ornano            | Charente               |                                     | Bonapartiste                          |                            | Défense nationale |                            | Non-inscrit (bonapartiste) |                                     |
| Charles Marchal                   | Alger                  |                                     |                                       |                            | Défense nationale |                            |                            |                                     |
| Charles Marchal                   | Alger                  | Groupe antijuif                     |                                       |                            |                   |                            |                            |                                     |
| Boniface de Castellane            | Basses-Alpes           |                                     |                                       |                            | Défense nationale |                            | Républicains nationalistes |                                     |
| Stanislas Ferrand                 | Seine                  |                                     |                                       |                            | Défense nationale |                            |                            |                                     |